# George Kistiakowsky
George Kistiakowsky (18 novembre 1900 (1er décembre dans le calendrier grégorien) dans le gouvernement de Kiev – 7 décembre 1982 aux États-Unis) est un physico-chimiste ukraino-américain.
Né dans l'Empire russe, il luttera durant la guerre civile russe dans les armées blanches puis quitte la Russie pour les États-Unis en 1920. Pendant la Seconde Guerre mondiale, il était chef de la division sur les explosifs de la National Defense Research Committee  (NDRC). Il était aussi directeur technique de l’Explosives Research Laboratory (ERL), où il supervisa l'amélioration de techniques de fabrication du RDX et du HMX. Ses travaux sur les explosifs furent notamment utilisés par le Projet Manhattan, où il supervisa la mise au point de lentilles explosives qui furent utilisées dans Fat Man.

## Prix et distinctions
Il est membre de la Royal Society, de l'Académie nationale des sciences, de l'Académie américaine des arts et des sciences et fellow de la Société américaine de physique.
Il est lauréat du prix Willard-Gibbs, de la médaille William-H.-Nichols en 1947, du Centenary Prize en 1961, de la National Medal of Science (1967) et de la médaille Franklin (1972).